# امت من
امت من (به عربی: أمتي) (به انگلیسی: My Ummah) دومین آلبوم استودیویی از خواننده مسلمان سامی یوسف است. این آلبوم در تاریخ سپتامبر ۲۰۰۵ توسط آواکنینگ با ۱۵ قطعه منتشر شد. این آلبوم مورد استقبال عمومی مردم در جهان غرب و عرب شد به گونه‌ای که بیش از چهار میلیون نسخه فروش داشت. این آلبوم در دو نسخه، نسخه "موسیقی" و نسخه "کوبه‌ای" منتشر شد. سامی یوسف در این آلبوم سه قطعه که با را موزیک ویدئو همراه است منتشر کرده‌است که این سه موزیک ویدئو عبارتند از: "حسبی ربی (Hasbi Rabbi)" و "مادر (Mother)" و "مناجات (Munajat)"

## مشخصات آلبوم
| #  | اسم (به فارسی)        | اسم (به عربی)              | اسم (به انگلیسی)       | طول قطعه |
| -- | --------------------- | -------------------------- | ---------------------- | -------- |
| ۱  | امت من (مقدمه)        | أمتی (المقدمة)             | My Ummah intro         | ۱٫۰۳     |
| ۲  | امت من                | أمتی                       | My Ummah               | ۳٫۴۷     |
| ۳  | حسبی ربی              | حسبی ربی                   | Hasbi Rabbi            | ۴٫۱۵     |
| ۴  | یا رسول‌الله           | یا رسول‌الله                | Ya Rasulallah          | ۴٫۴۷     |
| ۵  | سعی کن گریه نکنی      | حاول عدم البکاء            | Try Not to Cry         | ۴٫۳۶     |
| ۶  | محمد (ص)              | محمد (صلی الله علیه و سلم) | Muhammad (PBUH)        | ۶٫۰۷     |
| ۷  | نماز بگزار            | أعمل صلاة                  | Make a Prayer          | ۴٫۴۵     |
| ۸  | ترانه عید             | أغنیة العید                | Eid Song               | ۴٫۵۶     |
| ۹  | آزاد                  | حریة                       | Free                   | ۵٫۰۹     |
| ۱۰ | مناجات (به عربی)      | مناجاة (باللغة العربیة)    | Munajat (Arabic)       | ۴٫۴۰     |
| ۱۱ | مادر (به عربی)        | أمی (باللغة العربیة)       | Mother (Arabic)        | ۴٫۴۴     |
| ۱۲ | محمد (قسمت دوم)       | محمد (الجزء الثانی)        | Muhammad Part 2 (pbuh) | ۳٫۱۲     |
| ۱۳ | ما هرگز تسلیم نمی‌شویم | نحن لن نخضع أبدا           | We Will Never Submit   | ۲٫۲۵     |
| ۱۴ | دعا                   | دعاء                       | Du'a                   | ۴٫۴۰     |
| ۱۵ | مادر (به ترکی)        | أمی (باللغة الترکیة)       | Mother (torkish)       | ۴٫۴۴     |